# 延論
延論（1553年—1610年），字元訥，又字魯緒，號慕竹，山西太原府平定州人，民籍，明朝政治人物。

## 生平
二十四歲中式萬曆四年（1576年）丙子科山西鄉試十八名，萬曆十四年（1586年）丙戌科會試二百七十名，登三甲第一百八十五名進士。工部观政，本年十二月授陕西鄠縣知縣，不久調改會寧縣，二十年降補睢州判官，二十一年升臨江府推官，本年升南京户部主事，二十五年升南兵部职方司员外郎，二十六年升郎中，本年六月升江西按察司佥事、備兵寧州。因母丧去職，三十二年出補河南驿传道佥事，三十五年升河南右參議、分守河北道，本年冬入賀京师，便道归里。三十六年晉河北道副使，三十七年復入賀過里，河北大旱，向巡抚李公请求赈济，又赴汝南与巡按御史曾公商议，因天气炎热得病，三十八年四月卒于西平县。

## 家族
曾祖延鶴年，曾任散官；祖父延鐩，曾任生員；父延世爵，曾任儒官，贈河南左参议。母葛氏，累封太宜人，贈恭人。慈侍下。兄延談。弟延讚、延计。